# Diadelia obliquepicta
Diadelia obliquepicta är en skalbaggsart som först beskrevs av Leon Fairmaire 1899.  Diadelia obliquepicta ingår i släktet Diadelia och familjen långhorningar.
Artens utbredningsområde är Madagaskar. Inga underarter finns listade i Catalogue of Life.